# Даргемський бик
Даргемський бик (відомий також під назвою Даргемські бики) — американський фільм 1988 року.

## Сюжет
«Креш» Девіс (Кевін Костнер) — ветеран бейсболу, що грає в найнижчій бейсбольній лізі. Отримавши несподіване запрошення до професійного клубу найвищого класу, він дізнається, що йому приготована роль наставника для молодого бейсболіста (Тім Роббінс), який подає великі надії, однак не відзначається розумом. Завдання Девіса — навчити молодого пітчера-початківця грати й поводитися як подобає зірці бейсболу. Застосовувана Девісом до його учня система тренувань забороняє секс, від чого потерпає захоплена ними обома фанатка команди (Сьюзен Серендон), дарма що сама має багато шанувальників...

## У ролях
- Кевін Костнер — «Креш» Девіс
- Сьюзен Серендон — Енні Савой
- Тім Роббінс — Еббі Келвін ЛаЛуш
- Трей Вілсон — Джо «Скіп» Ріггінс
- Роберт Вул — Ларрі Гокетт
- Вільям О'Лірі — Джиммі

## Нагороди
- 1988 : Премія Товариства кінокритиків Нью-Йорка (NYFCC):
  -  за найкращий сценарій[en] — Рон Шелтон[en];
- 1989 : Премія Асоціації кінокритиків Лос-Анджелеса:
  - за найкращий сценарій — Рон Шелтон[en];
- 1989 : Премія Національної спілки кінокритиків США:
  - за найкращий сценарій [en] — Рон Шелтон[en];
- 1989 : Премія Спілки кінокритиків Бостона:
  - за найкращий фільм[en];
  - за найкращий сценарій [en] — Рон Шелтон[en];
- 1989 : Премія Гільдії сценаристів Америки:
  - за найкращий оригінальний сценарій[en] — Рон Шелтон[en].